# (6124) Mecklenburg
(6124) Mecklenburg (1987 SL10) – planetoida z pasa głównego planetoid okrążająca Słońce w ciągu 7,91 lat w średniej odległości 3,97 au. Odkryta 29 września 1987 roku.